# 蒯越
蒯 越（かい えつ、? - 214年）は、中国後漢時代末期の政治家、武将。字は異度（いど）。荊州南郡中廬侯国の人。楚漢戦争期の説客である蒯通の子孫。同郷同姓の人である蒯良との関係は不明。

## 正史の事跡
最初は何進に東曹掾として仕え、宦官殺害を進言したが容れられなかった。その後、蒯越は自ら望んで汝陽の令として荊州に赴き、劉表配下の大将となった。初平年間に、蒯越は謀略と弁舌を駆使して、荊州で劉表に対立していた地方官や豪族を次々と滅ぼし、あるいは降伏させ、劉表の荊州統一に大きく貢献している。後、献帝の詔勅により、章陵太守を任され、樊亭侯に封じられた。
官渡の戦いが起こると、曹操に味方することを韓嵩や劉先と共に進言したが、劉表には受け入れられなかった。
建安13年（208年）、曹操が荊州へ進攻する中、劉表が死去し劉琮が後継した。蒯越は韓嵩や傅巽と共に曹操への降伏を劉琮に進言し、劉琮はこれを受け入れた。降伏後、蒯越は曹操から列侯に封じられ、光禄勲となった。曹操は、荀彧への手紙の中で「荊州を手に入れたことは嬉しくないが、蒯異度を手に入れたことは嬉しい」と記している。
建安19年（214年）に死去。臨終の際、蒯氏一門を託す手紙を曹操に送り、曹操は報書して蒯越の願いに応えることを誓った。

### 人物像
『三国志』魏書劉表伝注に引く『傅子』によると、蒯越は深い智謀を有し、逞しい体躯の持ち主だったという。また、同伝注に引く司馬彪の『戦略』によると、劉表が荊州の敵対者を鎮圧する方法を質問した時、蒯良が「仁義の道を施すべき」と答えたのに対し、蒯越は「利で誘った上で無道の者を誅し、残りは安撫すべき」と答えたという。劉表は蒯越の進言を「（時宜にかなった権謀術策で知られた晋の人物）臼犯の策である」と賞賛し、この策を用いて荊州統一に成功したとされる。

## 物語中の蒯越
小説『三国志演義』では、延平出身で蒯良の弟にされている。伝国の玉璽を手に入れ江東へ引き返そうとする孫堅を、袁紹・劉表の命で蔡瑁と共に待ち伏せて包囲したが、後一歩で取り逃がしている。
その後の登場は、劉備が荊州に逃れた後である。蒯越は、劉表が劉備から受け取った馬が「的盧」であることを馬相から見抜き、これを手放すよう薦める。蔡瑁が劉備を暗殺しようとすると、蒯越は最初躊躇したが、蔡瑁が劉表の命であると偽ったため、これに協力している。なお、この件については『三国志』蜀書先主伝注に引く『世語』（『魏晋世語』のことか）において、蒯越と蔡瑁が「劉備の暗殺を謀った」と記されており、これが話の元になったと思われる。もっともこの話は、『三国志』の注釈者裴松之が「事実の筈がない」と強く否定している。
以後、曹操に降伏するまでは、史実通りの展開である。ただ、『演義』では曹操から江陵太守に任命されている。